# Nick Emmanwori
Nicholas Ovundah Eze Emmanwori (* 7. Februar 2004 in Greensboro, North Carolina) ist ein US-amerikanischer American-Football-Spieler auf der Position des Safeties. Er spielte College Football für die South Carolina Gamecocks der University of South Carolina und wurde im NFL Draft 2025 in der zweiten Runde von den Seattle Seahawks ausgewählt.

## Frühe Jahre und College
Emmanwori wurde in North Carolina geboren, als er sieben Jahre alt war, zog er mit seiner Familie jedoch nach Irmo in South Carolina, wo er von da an aufwuchs. Er besuchte die Irmo High School, an der er in der Footballmannschaft aktiv war. Dort kam Emmanwori auf verschiedenen Positionen in der Defense, jedoch zumeist als Middle Linebacker zum Einsatz. Dort entwickelte er sich zu einem herausragenden Spieler. So konnte er in seinem Junior-Jahr 100 Tackles, zwei Interceptions sowie drei Sacks verzeichnen, in seinem Senior-Jahr sogar 232 Tackles und vier Sacks. Er wurde ins All-State-Team gewählt und galt als einer der besten Spieler der Bundesstaates. So erhielt er nach seinem Highschoolabschluss auch mehrere Stipendienangebote, um College Football zu spielen.
In der Folge entschied sich Emmanwori, ein Angebot der University of South Carolina anzunehmen, um für die Gamecocks zu spielen. Dort wurde er schon in seinem Freshman-Jahr zum Safety umgeschult und entwickelte sich auf der neuen Position auf Anhieb zum Stammspieler. Insgesamt kam er in drei Jahren am College in 37 Partien zum Einsatz und konnte dabei 244 Tackles sowie sechs Interceptions verzeichnen, aus denen er auch zwei Touchdowns erzielte. Für seine guten Leistungen wurde er ins All-Freshman-Team der SEC sowie später ins All-American und First-Team All-SEC gewählt. Auch mit seiner Mannschaft war er erfolgreich, so konnten sie 2022 und 2024 den Palmetto Bowl gewinnen. Nach seiner dritten Saison entschied sich Emmanwori jedoch, auf sein letztes College-Jahr zu verzichten und am NFL-Draft 2025 teilzunehmen.
Beim Draft gaben die Seattle Seahawks Pick 52 und Pick 82 an die Tennessee Titans ab, um für Nick Emmanwori hochtraden zu können. Sie wählten Emmanwori in der zweiten Draftrunde an 35. Stelle aus.